# دومین زمان خوش

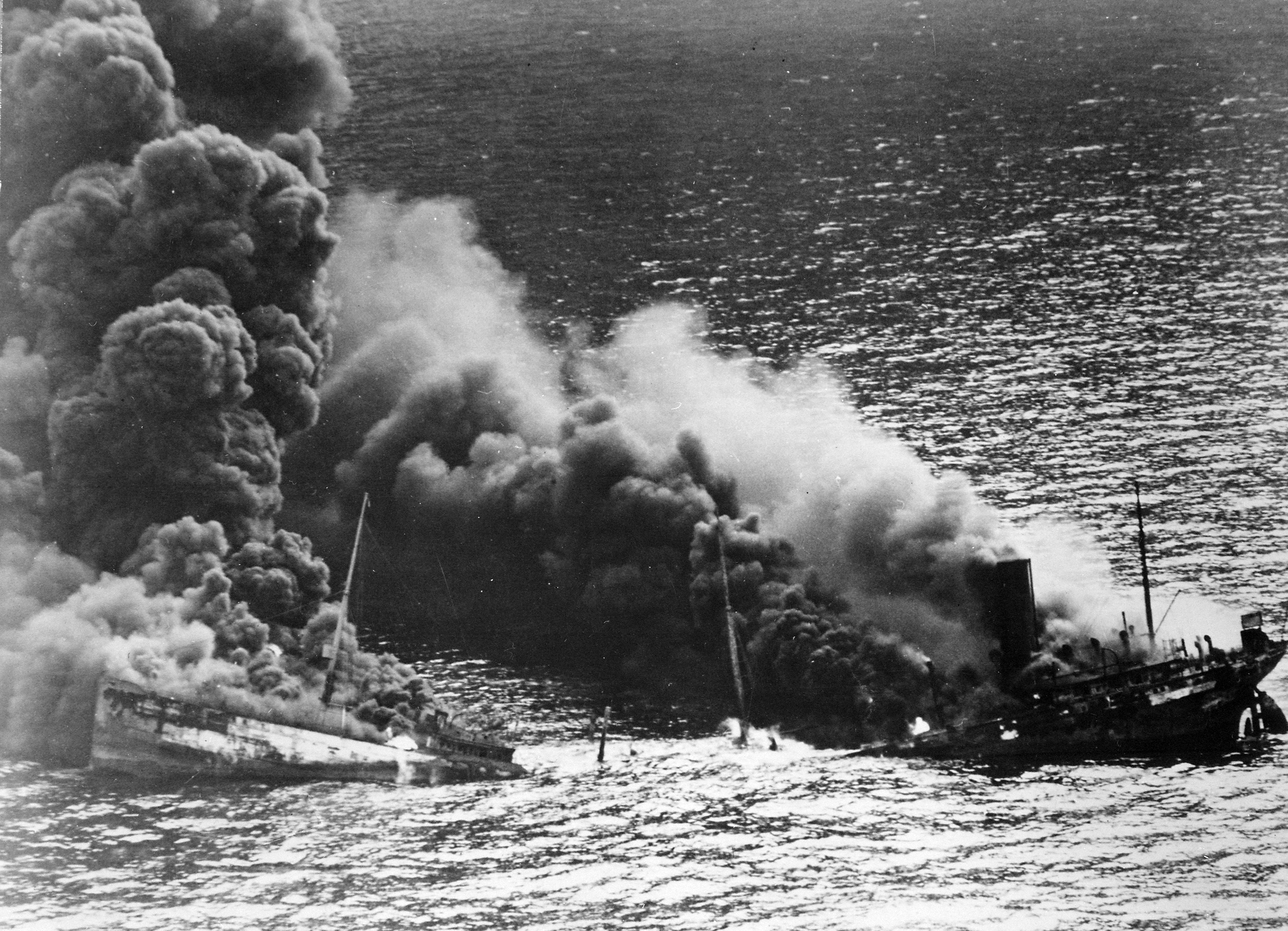
دیکسی ارو کیپ هاتراس توسط یو-۷۱ در ۲۶ مارس ۱۹۴۲ با اژدر غرق شد.

دومین زمان خوش (انگلیسی: Second Happy Time) همچنین در میان فرماندهان زیردریایی آلمانی به عنوان "فصل تیراندازی آمریکایی" شناخته می‌شود، نام غیررسمی ("عملیات کوبیدن بر طبل")، مرحله ای در نبرد اقیانوس اطلس بود که در طی آن زیردریایی‌های نیروهای محور به کشتی‌های تجاری و نیروی دریایی متفقین در امتداد ساحل شرقی آمریکای شمالی حمله کردند. نخستین زمان خوش در سال‌های ۱۹۴۰–۱۹۴۱ در اقیانوس اطلس شمالی و دریای شمال بود. آدولف هیتلر و بنیتو موسولینی در ۱۱ دسامبر ۱۹۴۱ به ایالات متحده اعلام جنگ کردند و در نتیجه نیروی دریایی آنها توانست "دومین زمان خوش" را آغاز کند.